# Beliczay Gyula

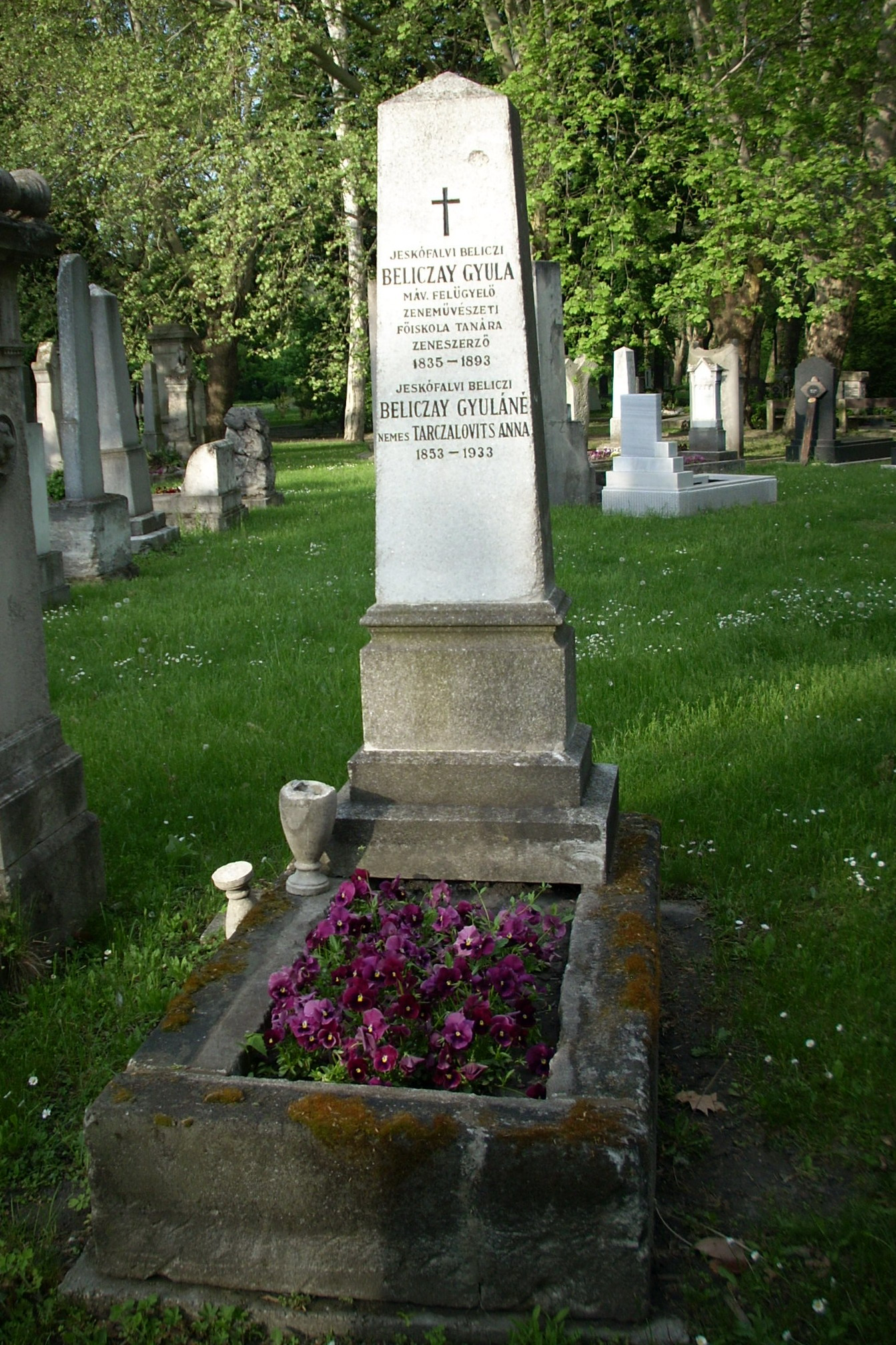
Beliczay Gyula sírja

Jeskófalvi és beliczi Beliczay Gyula, Julius von Beliczay (Komárom, 1835. augusztus 10. – Budapest, 1893. április 30.) magyar vasútmérnök, zeneszerző, a Országos Zeneakadémia tanára. Nagybátyja: Beliczay Imre (1806–1872) mézeskalácsos és viaszöntő, a pesti mézeskalácsos céh főcéhmestere.

## Élete
Nagyapja evangélikus lelkész, apja módos épületfa-kereskedő volt. Szülővárosában kezdte tanulmányait. Zenei tehetségére már ekkor felfigyelt Csáder Gyula egyházkarnagy. Tizenkét éves korától a pozsonyi evangélikus líceumban tanult. Kiváló volt matematikából, ezért apja mérnöki pályára szánta. A városban zongorázni is tanult Josef Kumliktól és később Christellytől. Apja kérésére 1851 és 1857 között a bécsi Polytechnikumban szerzett mérnöki diplomát. 1856-ban karnagyi oklevelet is szerzett az osztrák fővárosban. 1858-tól az akkor még ott működökő Tiszavidéki Vaspályatársaság mérnöke. Tanított a város egyik konzervatóriumában is.
Bécsi tartózkodása idején Jozef Hofmann, Franz Krenn és Gustav Nottebohm voltak a zeneszerzésben tanárai, valamint Carl Czernynek és Anton Halmnak lett a zongoratanítványa. A vaspályatársaság 1871 tavaszán Pestre helyezte át a székhelyét, ezért Beliczay is költözött. 1872-től a Magyar Királyi Államvasutak építészeti főmérnöke lett. 1875-ben kormánymegbízásból Németországban, Franciaországban, Hollandiában és Belgiumban tanulmányozta a vasútgépészeti szolgálatokat és a felsőfokú zeneoktatást. 1879-ben vette feleségül egyik tanítványát, Tarczalovits Annát (1853–1933). 1886 novemberében a MÁV átszervezését kihasználva, nyugdíjba vonult a vasúttól.
1888-tól Mihalovich Ödön hívására lett az Országos Zeneakadémia zeneelmélet tanára.
Zeneművek mellett kritikákat, tárcákat, tudósításokat írt magyar, német és osztrák lapokba. A Pallas Nagy Lexikon számos zenei címszavának szerzője. Ötkötetes zeneelméleti tankönyvet tervezett, de halála miatt csak az első készült el.
Még Beliczay követi Robert Schumann és Mendelssohn romantikáját, de igazi magyaros stílusú szerzeményei a változatok és a négykezesek és dalok. A 19. század utolsó harmadának legismertebb magyar zeneszerzője volt külföldön.

## Emlékezete
- Halála 175. évfordulója, 2010 óta évente róla elnevezett zenei versenyt rendeznek Révkomáromban.
- Ugyanott kamarazenekar viseli a nevét.

## Művei
- Zenekari művek (d-moll szimfónia, 1888; A-dúr szimfónia, 1892; Suite de bal, 1891)
- kamarazene (g-moll vonósnégyes; A-dúr vonósnégyes, 1889; B-dúr vonósnégyes; Esz-dúr zongorahármas, 1884)
- zongoraművek (variációk magyar népdalokra, magyar albumlapok, etűdök stb.)
- egyházi zene (F-dúr mise, 1867; Ave Maria, 1870),
- kórusművek Uhland, Reinick, Heine, Eötvös költeményeire, dalok.

## Írása
- A zene elemei (tankönyv, Bp., 1891).